# Aedesia
Aedesia, rod trajnica iz porodice glavočika, smješten u podtribus Linziinae. Postoje tri priznate vrste u zapadnoj tropskoj Africi.
Rod je opisan 1897.

## Vrste
1. Aedesia engleriana Mattf.
2. Aedesia glabra (Klatt) O.Hoffm.
3. Aedesia spectabilis Mattf.